# SINO
SINO ist eine deutsche Rockband aus Wörth am Rhein (Südpfalz), bestehend aus Sänger, Songwriter, Gitarrist und Produzent Chris Pfirrmann, Bassist Tim Stephan, Gitarrist Jeffrey Deubler und Schlagzeuger Dirk André. Laut der Zeitung Die Rheinpfalz streift die Band stilistisch das Spektrum von zornig-rockigem Independent bis hin zur gefühlvollen Akustik-Ballade.

## Geschichte

### 2005–2009: Gründung von „TINITUS“
2005 gründeten Chris Pfirrmann, Jeffrey Deubler und Tim Stephan mit zwei Freunden die Band „TINITUS“.
Anfänglich wurden Songs von Bands wie Böhse Onkelz, Rammstein, Metallica oder Nirvana im Zuge kleinerer Konzerte in der Region gecovert. Später kamen erste Eigenkompositionen dazu, die sich von Beginn an im Spektrum „Deutsch-Rock“ bewegten.
Die Band reduzierte die Setliste um die Coversongs und konzentrierte sich vermehrt auf die eigenen Songs. Zwischen 2006 und 2008 entstanden erste Demos, z. B. auch von dem Song Symposium, der später in leicht geänderter Fassung auf dem 2011 erschienenen Sino-Album Mit Leib und Seele veröffentlicht wurde. Bis Mitte 2009 erspielte sich die Band eine wachsende Fangemeinde in der Südpfalz. Im Spätjahr 2009 zog Sänger Chris aus privaten Gründen um und die Bandaktivitäten kamen immer mehr zum Erliegen.

### 2010–2012: Neugründung, Namensänderung
Nach Pfirrmanns Rückkehr in die Südpfalz im März 2010 beschlossen er, Deubler und Stephan der Band ein Facelift zu verpassen.
An der zweiten Gitarre wurde Janik Herrmann ins Boot geholt. Am Schlagzeug saß übergangsweise Florian Müller von der Band „Alive“.
Man trat die Namensrechte von „TINITUS“ ab und änderte den Bandnamen in „SINO“.
Chris schrieb erste Songs, die sich vom „straighten“ Deutschrock zu TINITUS-Zeiten abhoben und nun etwas alternativer daher kamen.
Die Band begab sich Mitte des Jahres ins Studio und produzierte unter der Regie von Chris eine 4-Track-EP mit dem Titel Freigeist.
Die Schlagzeugtracks wurden in Salzburg bei Lorenzo Antonucci, ehemaliger Gitarrist und Mitbegründer der New Yorker Hardcore-Band Sworn Enemy, aufgenommen.
Durch mehrere Gigs Ende 2010 begann die Band den „neuen“ Bandnamen und die EP zu promoten.
Anfang 2011 begaben sich SINO abermals ins Studio, um das Album Mit Leib und Seele aufzunehmen, welches acht Monate später veröffentlicht wurde.
Das Schlagzeug wurde wieder in Salzburg bei Lorenzo Antonucci aufgenommen, der die Songs in seinem New Yorker Studio masterte.
Im Mai kam Dirk André als festes Mitglied zur Band und übernahm den Schlagzeug-Part.
Herrmann dagegen verließ die Band aus privaten Gründen und Pfirrmann übernahm den Part der Rhythmus-Gitarre.
Auf die Veröffentlichung von Mit Leib und Seele im Oktober 2011 folgten zahlreiche Promo-Gigs im süddeutschen Raum, vorzugsweise in der Südpfalz und Nordbaden.
Im August 2012 unterschrieb die Band einen Vertrag beim Stuttgarter Label „7music“ (7us Media Group), über welches das Album Mit Leib und Seele neu veröffentlicht wurde.
Zusätzlich zum Re-Release wurden zwei neue Songs (Zu Spät, Scheissegal) nonphysisch (als download) veröffentlicht. SINO wurde in mehreren Internetradios gefeaturet und interviewt.
In der überregionalen Presse und auf diversen Musikseiten im Internet erschienen CD-Kritiken und Bandportraits.

## Diskografie
- 2006–2008: „TINITUS“-Demos
- 2010: Freigeist (EP)
- 2011: Mit Leib und Seele (Album; Re-Release 2012)[6]